# Euriphene obtusangula
Euriphene obtusangula är en fjärilsart som beskrevs av Aurivillius 1912. Euriphene obtusangula ingår i släktet Euriphene och familjen praktfjärilar. Inga underarter finns listade i Catalogue of Life.